# Berente megállóhely
Berente megállóhely egy Borsod-Abaúj-Zemplén vármegyei vasútállomás, Berente településen, melyet a MÁV üzemeltetett. A személyforgalom 2020. december 12-vel megszűnt, a vonatok a megállóhelyen megállás nélkül áthaladnak, helyettük autóbuszok közlekednek, csatlakozást biztosítva a vonatokra Sajószentpéter és Kazincbarcika állomáson.

## Vasútvonalak
Az állomást az alábbi vasútvonalak érintik:
- Miskolc–Bánréve–Ózd-vasútvonal

## Kapcsolódó állomások
A vasútállomáshoz az alábbi állomások vannak a legközelebb:
- Sajószentpéter vasútállomás (Miskolc–Bánréve–Ózd-vasútvonal)
- Kazincbarcika alsó megállóhely (Miskolc–Bánréve–Ózd-vasútvonal)

## Megközelítés tömegközlekedéssel
- Távolsági busz:  1369, 1384, 1410, 1411
- Helyközi busz:  3756, 3763, 3764, 3765, 3766, 3767, 3769, 3770, 3773, 4045, 4046, 4047, 4048, 4050, 4052, 4058, 4061, 4062, 4063, 4067, 4070, 4075, 4081, 4082

## A megállóhely megszűnése előtti forgalom
| Járat        | Útvonal | Gyakoriság   |
| ------------ | --- | ------------ |
| személyvonat | Miskolc-Tiszai – Miskolc-Gömöri – Sajókeresztúr – Sajóecseg – Sajószentpéter-Piactér – Sajószentpéter – (Berente) – Kazincbarcika alsó – Kazincbarcika – Sajókaza – Vadna – Dubicsány – Putnok – Pogonyipuszta – Bánréve – Bánrévei Vízmű – Sajónémeti – Ózd alsó – Ózd | 2-4 óránként |